# 方岩 (清朝)
方岩（?—?），湖北孝感人，清朝政治人物。举人出身。
乾隆17年（1752年），擔任清朝遵义府婺川縣知縣。后由富穡客接任。